# Wüste Film

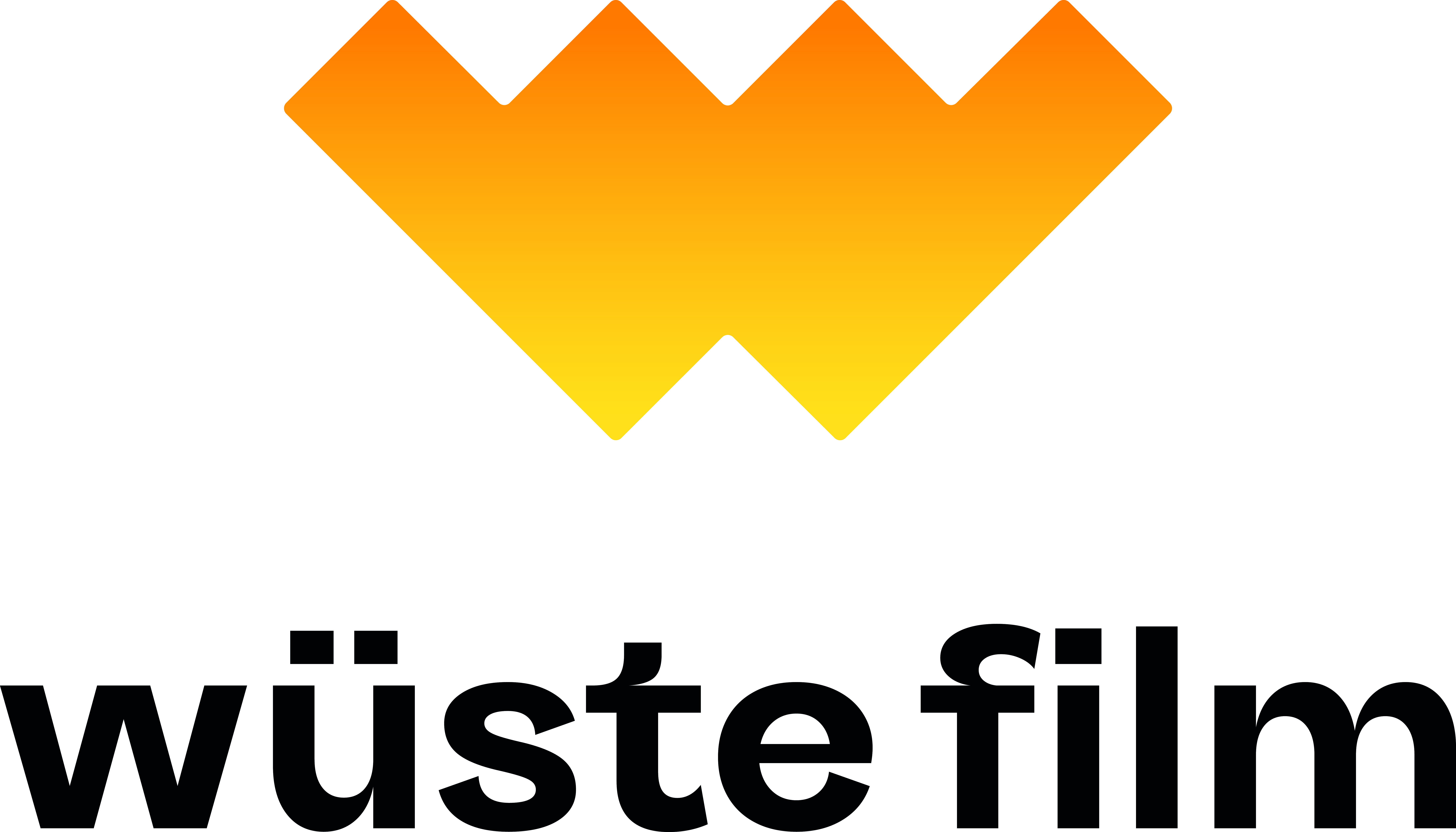
Das aktuelle Logo der Firma

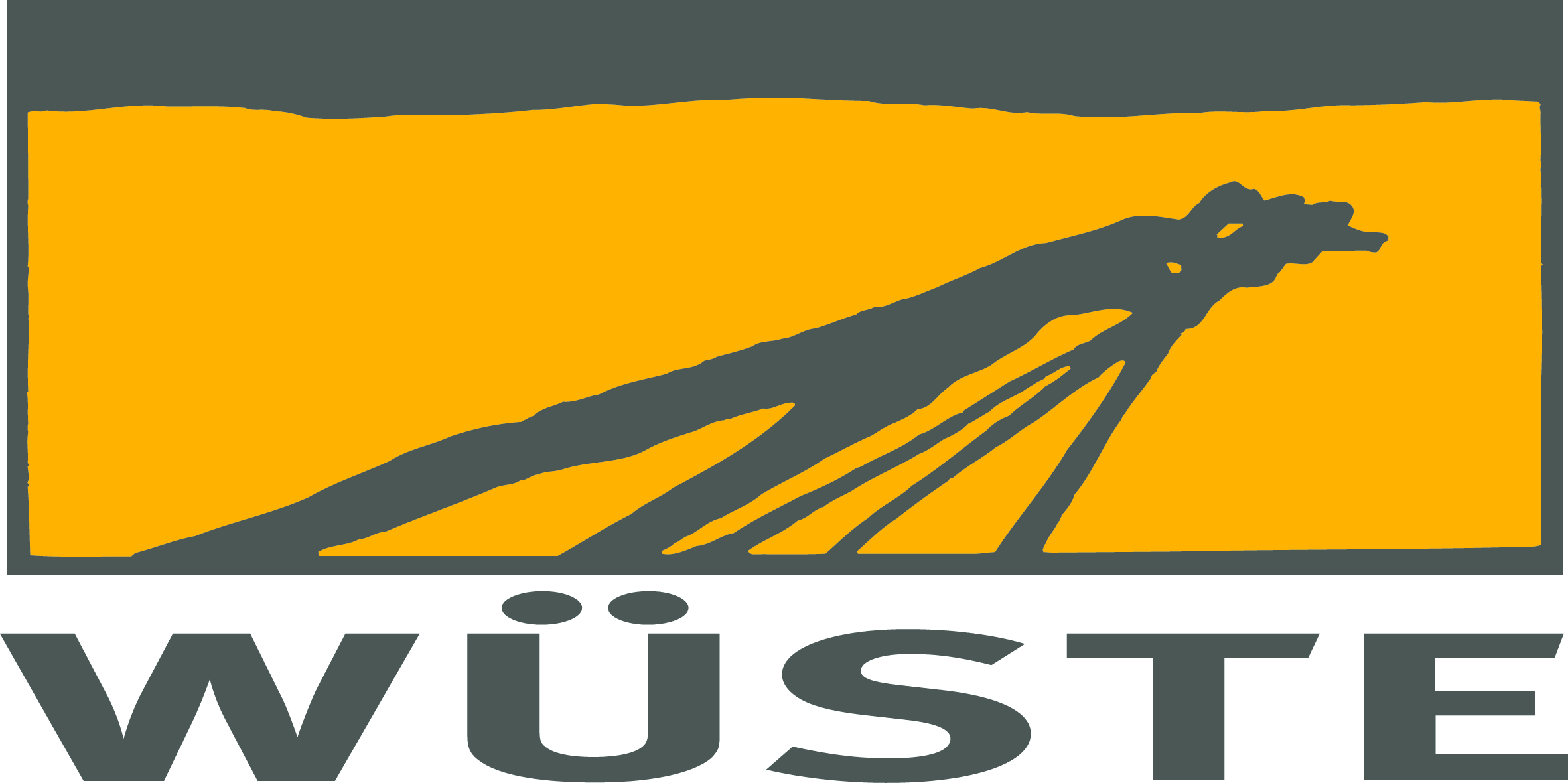
Das alte Logo der Firma

Wüste Film GmbH ist eine deutsche Filmproduktionsgesellschaft. Geschäftsführer ist Björn Vosgerau Ebenso bei Wüste Medien GmbH. Björn Vosgerau ist zudem als Nachfolger von Stefan Schubert Geschäftsführer bei Wüste Film West GmbH.

## Geschichte des Unternehmens
Die Wüste Filmproduktion wurde 1989 in Hamburg von den Filmproduzenten Stefan Schubert und Ralph Schwingel sowie dem Regisseur Lars Becker gegründet. 1998 folgte zusammen mit dem Verleger Hejo Emons die Gründung der Wüste Film West in Köln. 2001 riefen Stefan Schubert und Ralph Schwingel gemeinsam mit Thomas Tielsch die Firma filmtank ins Leben, eine Produktionsfirma zur Realisierung von Dokumentarfilmen und Non-Fiction-Programmen mit Dependancen in Stuttgart und Berlin. Seit 2003 betreibt die Wüste Filmproduktion zusammen mit der Egoli Tossel Film AG den Timebandits Filmverleih in Potsdam, der u. a. Gegen die Wand und Kebab Connection in die deutschen Kinos brachte. Drei Jahre später erweiterte die Produktionsfirma ihre Berlin-Brandenburger Aktivitäten mit der Gründung der Wüste Film Ost. Von 1996 bis Ende 2007 waren Stefan Schubert und Ralph Schwingel alleinige Inhaber der Wüste Filmproduktion. 2008 wurden die langjährigen Mitarbeiter Uwe Kolbe und Björn Vosgerau als Gesellschafter in die neu firmierte Wüste Film GmbH in Hamburg aufgenommen.
Der erste Film, den die Wüste Filmproduktion realisierte, war der Dokumentarfilm Afrika um die Ecke (1990) von Lars Becker. Die Firmenschwerpunkte gelten seither der Entdeckung und Förderung neuer Talente wie Fatih Akın (Gegen die Wand) oder Buket Alakuş (Eine andere Liga) und der langfristigen Zusammenarbeit mit bereits anerkannten Regisseuren wie Sven Taddicken (Emmas Glück) und Anno Saul (Kebab Connection) oder Autoren wie Ruth Toma (Solino) und Jan Berger (Eine andere Liga).
Zu den bekanntesten Entdeckungen von Ralph Schwingel und Stefan Schubert gehört der Filmregisseur, Autor und Schauspieler Fatih Akin. Mit Sensin, du bist es! (1995) drehte der damals 22-jährige Fatih Akin seinen ersten Kurzfilm für die Wüste Filmproduktion und sorgte bereits mit seinem preisgekrönten Spielfilmdebüt Kurz und schmerzlos (1998) für großes Aufsehen. Es folgten Im Juli (2000), Solino (2002) und schließlich der Berlinale-Gewinner und vielfache Preisträger Gegen die Wand (2003). Seit Bestehen hat Wüste Film mehr als 40 Spiel- und Dokumentarfilme produziert.

## Produktionen (Auswahl)
- 1990: Afrika um die Ecke
- 1992: Schattenboxer
- 1992: Meermanns Baumhaus
- 1992: El Condor no pasa
- 1994: Rit over de Grens
- 1995: Bunte Hunde
- 1995: Sensin – Du bist es!
- 1995: Reise ohne Ende
- 1997: Getürkt
- 1997: Die Rosenfalle
- 1997: Auf der Kippe
- 1997: Back in Trouble
- 1998: Kurz und schmerzlos
- 2000: Im Juli
- 2000: Geography of Fear
- 2001: Anam
- 2001: Geschichten aus dem Lepratal
- 2001: Ein göttlicher Job
- 2002: Solino
- 2002: Lassie
- 2003: Gegen die Wand
- 2003: Northern Star
- 2004: Kebab Connection
- 2004: Eine andere Liga
- 2006: Emmas Glück
- 2006: FC Venus – Angriff ist die beste Verteidigung
- 2007: Underdogs
- 2007: Geschichten aus der Pfandleihe
- 2007: Die Anruferin
- 2007: Yes I Am
- 2008: Tage des Zorns
- 2008: Mein Freund aus Faro
- 2009: Die Tür
- 2009: 12 Meter ohne Kopf
- 2009: Es kommt der Tag
- 2009: Tannöd
- 2010: Schenk mir dein Herz
- 2011: Ein Tick anders
- 2012: Jeder Tag zählt
- 2013: Einmal Hans mit scharfer Soße
- 2014: Wacken 3D
- 2015: Marry Me!
- 2016: Robbi, Tobbi und das Fliewatüüt
- 2019: Tatort: Querschläger
- 2019: Auf einmal war es Liebe
- 2022: Europa Passage
- 2024: Der Buchspazierer